# 石垣市立大浜中学校
石垣市立大浜中学校（いしがきしりつ おおはまちゅうがっこう）は、沖縄県石垣市（石垣島）にある市立中学校である。

## 沿革
- 1949年（昭和24年）
  - 4月1日 - 独立校の新制中学校として大浜中学校が発足。白保分校を設置[2]。
  - 7月16日 大浜中学校開校式挙行[2]。
- 1951年（昭和26年）2月6日 - 校舎落成ならびに祝賀会挙行[2]。
- 1964年（昭和39年）4月21日 - 川原中学校が大浜中学校に統合される[2]。
- 1972年（昭和47年）5月15日 - 本土復帰に伴い、石垣市立大浜中学校となる[3]。
- 1976年（昭和51年）3月20日 - 大浜中学校体育館落成祝賀式典挙行[4]。
- 1989年（平成元年）6月 - 新増改築工事竣工[5]。
- 1996年（平成8年）7月7日 - （旧）石垣空港の騒音対策のため3年の教室にクーラーを設置[5]。

## 通学区域
字平得(1535、1527を除く)(全)、字真栄里(1111を除く)(全)、字大浜(全)、字宮良(全)